# Хало - хало
Хало-хало (у преводу „измешано заједно“) је популаран филипински десерт са мешавинама комадића леда и кондензованог млека коме се могу додати разни састојци, као што су кувана зрна слатког пасуља, кокос, саго, агар, кртоле и разне врсте воћа. Може се сервирати у великој чаши или чинији.

## Опис
Састојци често варирају, али се готово у свим рецептима углавном могу наћи кувана зрна слатког пасуља, заслађена леблебија, плодови слатке палме, копиор кокос (macapuno), и банане за кување заслађене шећером, нангком, агаром, тапиоком, кокосовим кремом, слатким кромпиром, сиром, итд. 
Већина састојака (воће, пасуљ, и разни слаткиши) се најпре стави унутар мало веће посуде, а потом се додају комадићи леда. Сипа се шећер, а све се то напослетку прелива пудингом од карамеле, љубичастим јамом или сладоледом. Кондензованог млеко се сипа након сервирања. 
Комисија за филипински језик сматра спелинг саме речи „хало-хало“ неисправним, и залаже се за „халухало“. 
Слична врста филипинског десерта под називом „бинигнит“ је такође позната као „гинатаанг хало-хало“ на тагалошком језику (што се преводи као „хало-хало у кокосовом млеку“). 
Често се користи скраћена верзија гинатан, без осталих делова синтагме. Спрема се на готово исти начин и са истим састојцима као и „хало-хало“, с тим што се за разлику од ње сервира врућа.

## У поп-култури
Халухало десерт је био представљен у „Квикфајер изазову“ (Quickfire Challenge) у седмој епизоди четврте сезоне америчког ријалити серијала под називом „Топ Кувар“ (Top Chef). 
Халухало, који је за изазов спреман уз помоћ авокада, манга, кивија и ораха, је био припремљен од стране филипино-америчког учесника под именом Дејл Талде (Dale Talde), након што га је за Квикфајер Изазов номиновао судија Џони Лузини (Johnny Iuzzini), кувар у ресторану Џин Џорџ (Jean Georges). Талде је припремао халухало и у једној од каснијих епизода. 
Халухало је такође представљен у једној епизоди TВ програма под називом „Ентони Бурдејн: Непознати делови“ (Anthony Bourdain: Parts Unknown) када је његов водитељ Ентони Бурдејн посетио једно од представништава мултинационалног ланца ресторана брзе хране „Џолибија“ (Jollibee) у Лос Анђелесу. Бурдејн је похвалио десерт, а чак је и поставио слику џолибијевог халухалоа на свом твитер налогу и описао га као „необично укусан“ десерт.